# Maria-Viktoriaorden
Maria-Viktoriaorden (spanska: Orden Civil de María Victoria) är en spansk orden instiftad den 7 juli 1871 av kung Amadeus för utmärkta förtjänster inom vetenskap, litteratur och industri. Orden upphörde att utdelas sedan kungen 1873 lämnat landet.